# Ведомство страха
«Ведомство страха» (англ. The Ministry of Fear ) — роман Грэма Грина, написанный в 1943 году. Впервые опубликован в Великобритании в издательстве Уильяма Хейнеманна. По мотивам романа в 1944 году Фрицем Лангом был снят одноимённый художественный фильм с Рэем Милландом в главной роли.
Грин, используя форму триллера со шпионскими погонями в традиции романа «39 шагов» Джона Бакена, обращается к исследованию личного мироощущения человека в период глобальных потрясений, проблеме сострадания и «убийства из жалости».

## Сюжет
Действие происходит в Лондоне, во время нацистских бомбардировок 1940—1941 годов. Артур Роу выигрывает кекс на благотворительном базаре. Он не знает, что кекс достался ему по ошибке, и в нём спрятан ролик с фотоплёнкой, содержащей секретную информацию. Сам того не подозревая, Роу становится объектом преследования агентов нацистской Германии. Совершается покушение на его жизнь, получив контузию после взрыва бомбы, Роу теряет память, и приходит в себя в загородной больнице, где ему сообщают, что его зовут Ричард Дигби. Желая всё вспомнить, Дигби-Роу начинает собственное расследование.